# 一加手机5T
一加手机5T（OnePlus 5T，外文常縮略為OP5T）是中國大陸廠商一加推出的智能手機，於2017年11月16日發表。它是2017年發布的一加手机5的繼任者。

## 技術規格

### 硬件
一加5T和一加5的多数硬件配置基本相同(请参考一加手机5硬件条目)，主要有三处发生了改变：

#### 屏幕
和一加5相比，屏幕从一加手机5的5.5英寸对角线变为6.01英寸，长宽比从16：9变为18：9，分辨率从1920X1080，ppi 401变为2160X1080，ppi 401。

#### 指纹识别
一加5T采用了后置指纹识别方案。

#### 相机
一加5T的相机在硬件上和一加5相同，但优化了参数与算法，提升了拍照体验。

### 軟件
OnePlus 5T國際版仍然預載基於Android 7.1.1的OxygenOS 4.5，並已經更新為OxygenOS 4.5.10。OxygenOS的界面風格和操作方式與 AOSP Android 接近，預裝Google行動服務。中國版則是預載氫OS，除了以中國大陸本土類似功能取代Google行動服務以外（但仍然預載了 Google Play 服務以備部分應用程式的依賴存取需要），其餘功能則與 Oxygen OS 基本無異。一加5/5T的氢OS已于2018年3月3日更新到5.0.1（Android 版本 8.0.0）。
無論是國際版抑或是中國版，硬體規格完全一樣，僅預載的系統不同，而OnePlus官方也默許國際版與中國版的韌體互刷的行為。

## 發售
一加5T在發表同時也接受預訂，北美地區售價499美元起。中国内地地区售价2999人民币起。

## 外部連結
- 一加手機5T （页面存档备份，存于）（简体中文）
- OnePlus 5T（英文）

| 上一代： 一加手機5 | OnePlus 5T | 下一代： 一加手机6 |